# Jörgen Sandström
Jörgen Sandström, född 13 november 1971, är en svensk sångare, gitarrist och basist från Visby, Gotland. Han var med och startade gotländska death metal-bandet Grave 1988, och spelade där till 1994. Han har också spelat i bandet Putrefaction.
Sandström medverkar i de aktiva banden Krux, The Project Hate MCMXCIX och Torture Division, samt Vicious Art som splittrades i november 2011.

## Diskografi

### Putrefaction
- 1989: Painful Death

### Grave
- 1991: Into the Grave
- 1992: You'll Never See...
- 1993: ...And Here I Die... Satisfied
- 1994: Soulless

### Entombed
- 1997 To Ride, Shoot straight and Speak the Truth
- 1997 Wreckage
- 1998 Same Difference
- 1999 Black Juju
- 2000 Uprising
- 2001 Morning Star
- 2002 Sons of Satan Praise the Lord
- 2003 Inferno

### The Project Hate MCMXCIX
- 2000: Cybersonic Superchrist
- 2001: When We Are Done, Your Flesh Will Be Ours
- 2002: Killing Helsinki
- 2003: Hate, Dominate, Congregate, Eliminate
- 2005: Armageddon March Eternal (Symphonies of Slit Wrists)
- 2007: In Hora Mortis Nostræ
- 2009: The Lustrate Process
- 2011: Bleeding the New Apocalypse (Cum Victriciis In Manibus Armis)
- 2012: The Cadaverous Retaliation Agenda

### Krux
- 2003: Krux
- 2006: Krux II

### Vicious Art
- 2004: Fire Falls and the Waiting Waters

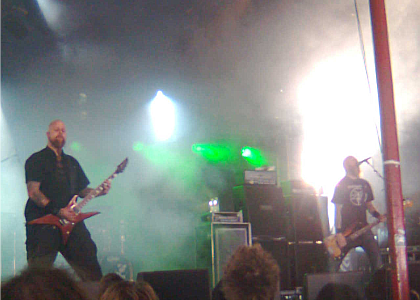
Lord K och Jörgen Sandström,
Torture Division. Metaltown 2008

- 2006: Weed the Wild
- 2007: Pick Up This Sick Child

### Torture Division
- 2008 - With Endless Wrath (EP, nedladdningsbar)
- 2008 - We Bring Upon Thee (EP, nedladdningsbar)
- 2008 - Our Infernal Torture (EP, nedladdningsbar)
- 2008 - Suffer the Shitmass (singel)
- 2009 - With Endless Wrath We Bring Upon Thee Our Infernal Torture (samlingsalbum med den första EP-trilogin + julsingeln)
- 2009 - Evighetens dårar I (EP, nedladdningsbar)
- 2010 - Evighetens dårar II (EP, nedladdningsbar)
- 2010 - Evighetens dårar III (EP, nedladdningsbar)
- 2010 - Evighetens Dårar (samlingsalbum med den andra EP-trilogin)
- 2011 - Through the Eyes of a Dead (EP, nedladdningsbar)
- 2012 - Satan, Sprit och Våld (EP, nedladdningsbar)
- 2013 - The Worship (EP, nedladdningsbar)
- 2013 - Paddling the Pink Canoe in a River of Blood (split med Bent Sea, nedladdningsbar)
- 2013 - The Sacrifice (EP, nedladdningsbar)

## Utrustning
- Fender Precision
- Fender Bassman 100 W
- Rat Distortion
- Dunlop strings